# 赤い奇跡
赤い奇跡（あかいきせき）は、2006年4月9日・4月10日にTBS系列で放送されたテレビドラマ『赤いシリーズ』の作品の1つである。
このドラマは当初ホリプロダクション創立45周年・山口百恵引退25周年・TBSテレビ50周年を記念した3つのリメイク作品のひとつ『赤い衝撃』となる予定であった。ところが『赤い疑惑』（主演：石原さとみ）『赤い運命』（主演：綾瀬はるか）の視聴率が低迷したこと、「深田恭子のイメージが陸上の選手に合わない」という理由からフィギュアスケート選手の設定に加えて、放映当時の現代が舞台へと変更される。これによって、本作は『赤い迷路』から数えて11作目、26年ぶりの『赤いシリーズ』完全新作として制作された。
視聴率は第1話9.3%、第2話8.3%（ビデオリサーチ社調べ、関東地区）

## キャスト
全2話共に出演
- 関口輪子：深田恭子（幼少期：岩本千波）
- 沢田透：徳重聡
- 関口百合子：萬田久子
- 関口吾郎：石原良純
- 西川太：永島敏行
- 西川朗：林泰文
- 栗原冬華：神田うの
- 山田和樹：池内博之
- 柿沼邦夫：平泉成
- 柿沼弥生：佐藤仁美
- 原田賢作：鈴木ヒロミツ
- 梅田かおり：馬渕英俚可
- 石田刑事：中島久之
- 松田舞子：浅田舞
- 坂本英幸：池田努
- 児玉宏：神田昇二郎
- 小林栄作：坂上二郎
- 大原優雅：竹中直人
- 吉田たかよし
- 大原真人
- 飯沼千恵子
- 犬飼このり
- 中山弟吾朗

第1話のみ出演
- 浜田道彦
- 田中護
- 谷藤太
- 及川水生来
- 佐々木征史
- カール・テーラー

第2話のみ出演
- 武田修宏
- 伊藤孝明
- 永江智明
- 冨田昌則
- 宗清万里子
- 桜田聖子
- 佐藤旭
- 森みつえ
- 中村誠治郎
- 藤岡大樹
- 北村隆幸
- 水津亜子
- 内田量子
- 森大悟
- 小川光樹
- 太田力斗

## スタッフ
- 脚本：瀧川晃代
- 演出：冨塚博司
- 企画協力：大映テレビ
- 監修：野添和子
- 技術協力：ビデオフォーカス
- 美術協力：フジアール
- プロデューサー：菅井敦、長坂淳子、井上竜太
- 企画：小田信吾
- 製作：ホリプロ、TBS

## 使用された楽曲
- エルトン・ジョンの『ユア・ソング』
- 山口百恵の『さよならの向こう側』

## DVD
- 赤い奇跡 DVD-BOX ASIN: B000FFL4F0